# Хеми (футбольный клуб, Лейпциг)
«Хеми» (нем. Betriebssportgemeinschaft Chemie Leipzig e.V.) — немецкий футбольный клуб из Лейпцига, Саксония.

## История

### Основание
Клуб был основан в 1950 году путем объединения нескольких спортивных клубов в один. В первом же сезоне после своего основания «Хеми» стал чемпионом ГДР. Это достижение стало лучшим за данный период, так как далее команда показывала средние результаты. 

### «Локомотив»
В 1954 году «Хеми» был распущен, а на его основе был создан клуб с названием «Локомотив». Однако, смена названия и принадлежности не внесли существенных изменений. Единственным успехом за этот период стала победа в кубке ГДР 1957 года.

### Первое возрождение «Хеми»
В 1963 Оберлига ГДР была реорганизована и команда вернулась к названию «Хеми», став частью одноименного спортивного общества. Под этим названием команда в первый же сезон стала чемпионом ГДР. В сезоне 1965/66 команда во второй раз стала обладателем кубка ГДР. Однако, после этого результаты команды стали ухудшаться. Со временем «Хеми» стал командой-лифтом, постоянно перемещаясь между Оберлигой и Первой лигой.

Историческая эмблема «Хеми»

### «Заксен»
В мае 1990 года, в преддверии объединения Германии, команда была переименована в «Грюн-Вайсс». Однако, клуб неожиданно был объединен с командой «Хеми» из города Бёлен. Из-за этого новообразованная команда приняла новое название — «Заксен» (с немецкого — «Саксония»). Под этим названием клуб принял участие в последнем сезоне Оберлиги ГДР и занял 12-е место. После вступления в систему лиг ФРГ команда была переведена в Регионаллигу и выступала там до 2011 года, покинув её по причине банкротства.

### Второе возрождение «Хеми»
В 1997 году был создан новый клуб с названием «Хеми». Он был основан группой болельщиков, которая была не согласна с реорганизацией прежней команды в «Заксен». После создания команда начала свой путь с 11-й лиги Германии. В сезоне 2017/18 новый «Хеми» вернулся в Регионаллигу. Однако в том же сезоне клуб вновь вылетел в лигу Саксонии. В сезоне 2019/20 «Хеми» вновь вернулся в Регионаллигу и, начиная с того сезона, выступает в этой лиге.

## Стадион
«Хеми» выступает на стадионе «Альфред Кунце Шпортпарк», вмещающем 4 999 зрителей. Во времена ГДР стадион назывался «Георг Шварц Шпортпарк» и вмещал 20 000 зрителей.

## Достижения
- Чемпион Восточной Германии (2): 1951, 1964
  - Вице-чемпион (1): 1953
- Обладатель Кубка Восточной Германии (2): 1957, 1966

## Соперничество
Главным соперником «Хеми» со времён ГДР является «Локомотив». Соперничество основано не только на том, что команды представляют один город, но и из-за разности взглядов болельщиков. Если болельщики «Хеми» придерживаются левых взглядов, то «Локомотив» придерживается правых. Также, но в меньшей степени, «Хеми» соперничает с «РБ Лейпциг», однако из-за разности уровня команд встречи между ними происходят редко.